# Anilocra apogonae
Anilocra apogonae is een pissebed uit de familie Cymothoidae. De wetenschappelijke naam van de soort is voor het eerst geldig gepubliceerd in 1987 door Bruce.